# Pekingské zelí
Pekingské, napa nebo nappa zelí, je jemná listová zelenina původem z Číny vzdáleně příbuzná s evropským zelím (botanicky jde o jiný druh brukve). Někdy se v českých obchodech prodává pod názvem čínské zelí, což je chybné, protože takto se označuje jiný druh brukve bok čoj.

## Původ
Pochází z Číny, kde bylo kulturní plodinou již v 3. století. Předpokládá se, že jde o spontánního křížence čínského zelí a vodnice, neboť prý v přírodě nebylo nikde nalezeno divoce rostoucí. Do Evropy se pekingské zelí dostalo někdy před rokem 1790 přes Vietnam. V Československu se s prvními pěstitelskými pokusy začalo kolem roku 1930.
Pěstování pekingského zelí se však v Evropě i v Česku rozbíhalo jen pomalu. Jednou z příčin je jeho citlivá reakce na klimatické podmínky. S velkovýrobním pěstováním se v Česku započalo až v roce 1998.

## Popis
Pekingské zelí je jednoletá rostlina. Klíčí už za 2–4 dny po výsevu. Listy jsou bezřapíkaté se širokými bělavými žebry, čepel neojíněná, světle zelená. Listy tvoří růžici se středovou hlávkou. Lze je sklízet za 60–90 dní po výsevu.
Pekingské zelí je nízkoenergetická zelenina. 1 kg má 665 kJ. Je bohaté na vitaminy, zejména čerstvé mladé listy mají více vitaminu C než citrony, obsahuje i karoten, niacin, vitaminy B1, B2 a jiné. Z minerálních látek obsahuje velmi mnoho draslíku, dále vápník, hořčík, železo, síru, malé množství sodíku a dalších látek. Obsahuje protisklerotické složky a látky s hojivým účinkem na zažívací trakt.